# Alexandre Willaume
Alexandre Willaume (født 20. december 1972) er en dansk skuespiller. Han er født og opvokset i Hellerup.[kilde mangler] I år 2000 blev han uddannet på Statens Teaterskole.
Han har medvirket i spillefilm, teaterstykker, tegnefilm, tv-serier og reklamefilm. Han har medvirket i produktioner som  Home Fires (2016),  Valerian and the City of a Thousand Planets og The Last Kingdom  (2017), Tomb Raider (2018),  COBRA ogThe Head  (2020), The Wheel of Time  (2021) og 1899 (2022).
Han har to børn fra tidligere ægteskab og danner nu par med skønhedseksperten Lillie Østergaard.

## Filmografi

### Film
| År   | Film                                        | Rolle                | Noter  |
| ---- | ------------------------------------------- | -------------------- | ------ |
| 1998 | Skyggen                                     | Mand på badeværelset |        |
| 2004 | Familien Gregersen                          | Sixten               |        |
| 2005 | Deadline                                    | Lasse                |        |
| 2008 | A Viking Saga                               | Oyvind               |        |
| 2009 | Fri os fra det onde                         | Roald                |        |
| 2009 | Winnie & Karina - The Movie                 | Fængselsvagt         |        |
| 2010 | Bølle Bob - Alle tiders helt                | Benny                |        |
| 2012 | Over kanten                                 | Roar                 |        |
| 2013 | Detektiverne                                | Jo                   |        |
| 2016 | Hundeliv                                    | Adam                 |        |
| 2017 | Valerian and the City of a Thousand Planets | Captain Kris         |        |
| 2017 | Good Favour                                 |                      |        |
| 2018 | Tomb Raider                                 |                      |        |
| 2019 | Dronningens corgi                           | Tyson                | dubber |

### Tv-serier
| År           | Serie                  | Rolle              | Noter                        |
| ------------ | ---------------------- | ------------------ | ---------------------------- |
| 2000         | Rejseholdet            | Rocker Dennis      | Afsnit 3                     |
| 2001         | Hotellet               | Patric             | Afsnit 29                    |
| 2001         | Skjulte spor           | Victor Mørk        |                              |
| 2003         | Forsvar                | Martin Christensen | Afsnit 1, 3, 12              |
| 2005         | Klovn,                 | Sonny              | Sæson 1, afsnit: Str 44      |
| 2008         | Deroute                | Filmproducer       |                              |
| 2009         | Forbrydelsen II        | Stig Dragsholm     | Afsnit 1                     |
| 2011         | Den som dræber         | Simon              |                              |
| 2011         | Ludvig & Julemanden    | Niels              | Julekalender                 |
| 2013 og 2015 | Rita                   | Jonas              |                              |
| 2015-2017    | The Last Kingdom       | Kjartan            |                              |
| 2015         | Home Fires             | Marek Novotny      |                              |
| 2017         | Gidseltagningen        | S.P.               |                              |
| 2017         | Good Favour            | Hans               |                              |
| 2018         | Deep State             | Laurence           |                              |
| 2018         | Tomb Raider            |                    |                              |
| 2019         | Bedrag III             | Rune               |                              |
| 2020         | Equinox                | Henrik             |                              |
| 2020         | The Head (en)          | Johan Berg         | Hovedrolle                   |
| 2021         | The Wheel of Time (en) | Thom Merrilin      | Baseret på The Wheel of Time |

### Tegnefilm
- Batman (2009-2012) – Batman, Cartoon Network (stemme)
- Megamind (2010) – Megamind (stemme)
- To på flugt - Et hårrejsende eventyr (2011) – Flynn Rider/Eugene Fitzherbert (stemme)
- Lorax - skovens beskytter (2012) – O'Hare (stemme)
- The Lego Batman Movie (2017) – Batman/Bruce Wayne (stemme)